# Бауке (Витербо)
Бауке је насеље у Италији у округу Витербо, региону Лацио.
Према процени из 2011. у насељу је живело 61 становника. Насеље се налази на надморској висини од 47 м.